# Uwe Gensheimer
Uwe Gensheimer (Mannheim, 26 ottobre 1986) è un ex pallamanista e dirigente sportivo tedesco, direttore sportivo del Rhein-Neckar Löwen.

## Carriera
Nel 2016 vince con la sua nazionale la medaglia di bronzo alle Olimpiadi di Rio de Janeiro.

## Palmares

### Club

#### Competizioni nazionali
- Handball-Bundesliga : 1

Rhein-Neckar Löwen: 2015-16
- DHB Pokal : 1

Rhein-Neckar Löwen: 2022-23
- Division 1: 3

PSG: 2016-17, 2017-18, 2018-19
- Coppa di Francia: 1

PSG: 2017-18
- Coppa di Lega: 3

PSG: 2016-17, 2017-18, 2018-19
- Supercoppa di Francia: 1

PSG: 2016

#### Competizioni internazionali
- EHF Cup : 1

Rhein-Neckar Löwen: 2012-2013

### Nazionale
- Olimpiadi

 Rio de Janeiro 2016

### Individuale
- Pallamanista dell'anno in Germania: 2011, 2012, 2013, 2014
- MVP della Handball-Bundesliga 2010-2011
- Capocannoniere della Handball-Bundesliga 2011-2012
- Capocannoniere della Champions League: 2010-11, 2016-17, 2017-18